# Mango (одежда)
Punto Fa, ведущая бизнес как Mango — испанская компания по дизайну, производству и продаже одежды и галантерейных товаров. Основана в 1984 году в Барселоне (Испания) братьями Исаком и Нахманом Андиками. Вторая крупнейшая компания Испании (после Inditex) в сфере быстрой моды.

## История
Компания была основана в 1984 году.
В 1995 году был создан первый сайт, посвященный Mango, а в 2000 году открылся первый интернет-магазин этого бренда. H. E. by Mango — это мужская линия одежды, созданная в 2008 году и переименованная в Mango Man в 2014 году. Легенда футбола — Зинедин Зидан был лицом коллекции Mango Man.
Первый магазин MNG by Mango в США был открыт в 2006 году в Коста-Меса (Калифорния), в 2007 году было открыто ещё несколько магазинов. Не сумев добиться успеха, компания в 2009 году начала сотрудничество с сетью универмагов JCPenney, используя модель «магазин в магазине».
В 2011 году была начата рекламная кампания What Should I Wear?, которая, в частности, включала конкурсы в социальной сети Facebook. В апреле 2011 года королева Испании Летиция посетила штаб-квартиру компании в костюме Mango. С осени 2011 года Кейт Мосс была лицом Mango. Она снималась в рекламном ролике, режиссёром которого выступил Терри Ричардсон. После Мосс лицом Mango стала модель Миранда Керр.
С 2014 года компания начала открывать более крупные магазины, следуя примеру таких конкурентов, как H&M, Zara и Uniqlo. Также в 2014 году была запущена линия Violeta by Mango.
В 2015 году выручка Mango составила 2,327 млрд евро.

## Собственники и руководство
Крупнейшим акционером и председателем совета директоров до своей смерти 14 декабря 2024 года являлся Исак Андик (Isak Andic). Он родился в сефардской семье в 1955 году в Стамбуле, в 1969 году с братом иммигрировал в Барселону. В 2023 году его состояние оценивалось в 2,7 млрд евро, он считался самым богатым жителем Каталонии и 10-м в Испании. Его сын Хонатан Андик Рач (Jonathan Andic Raig) является членом совета директоров и считается будущим преемником во главе компании.
Генеральным директором (CEO) с марта 2020 года является Тони Руис (Toni Ruiz), в компании с 2015 года, до этого возглавлял финансовый отдел испанского филиала сети хозяйственных магазинов Leroy Merlin.

## Деятельность
По состоянию на конец 2023 года розничная сеть Mango насчитывала 2700 магазинов в 115 странах мира; около половины магазинов — франчайзинговые. Треть выручки (около 1 млрд евро) принесли продажи онлайн. На Испанию пришлось 23 % выручки, другими важнейшими рынками были Франция, Германия, Турция и США. В Испании сосредоточено самое большое количество магазинов Mango, но из отдельных городов их больше всего в Стамбуле (Турция).
Штаб-квартира и основной центр дизайна одежды (Hangar Design Centre) находятся в Палау-солита-де-Плегаманс (провинция Барселона), там занято 1800 сотрудников компании. Периодически коллекции для компании разрабатывают известные дизайнеры, в частности Адам Липпс (коллекция Adam for Mango), Мойзес де ла Рента (сын Оскара де ла Ренты, коллекция MDLR for Mango), Виктория Бекхэм.
Компания работает по принципу «быстрой моды», процесс от разработки дизайна одежды до поставок в магазины занимает 3—6 недель, ассортимент в магазинах обновляется каждую неделю. В Китае производится 40 % одежды, в Марокко — 20 %, остальное изготавливается в Турции, странах Восточной Европы и Индии. Главный дистрибьюторский центр находится в Паретс-дель-Вальес (также в провинции Барселона), он был открыт в 2013 году и представляет собой полностью автоматизированный склад площадью 24 тыс. м².

## Магазины
Численность магазинов по всему миру по состоянию на 5 марта 2020 год.
| Африка: - Кения: 1 - ЮАР: 38 - Египет: 8 - Марокко: 5 - Маврикий: 4 - Тунис: 4 - Нигерия: 3 - Алжир: 2 - Кот-д’Ивуар: 2 - Ливия: 2 - Реюньон: 2 - Намибия: 2 - Камерун: 1 - Сенегал: 1 - Гана: 1 - Демократическая Республика Конго: 1 | Америка: - Чили: 39 - Перу: 35 - Мексика: 28 - Колумбия: 26 - Соединённые Штаты Америки: 1 - Венесуэла: 5 - Гватемала: 4 - Аргентина: 3 - Коста-Рика: 3 - Эквадор: 3 - Доминиканская Республика: 2 - Гондурас: 2 - Аруба: 1 - Бермудские Острова: 1 - Пуэрто-Рико: 1 - Куба: 1 - Кюрасао: 1 - Суринам: 1 - Сальвадор: 1 - Гваделупа: 1 - Мартиника: 1 - Никарагуа: 1 - Панама: 1 - Канада: 1 - Парагвай: 2 | Азия: - Саудовская Аравия: 55 - Китай: 52 - Турция: 96 - Грузия: 2 - Израиль: 49 - Филиппины: 28 - Палестина: 2 - Кипр: 7 - Малайзия: 26 - Тайвань: 23 - Армения: 2 - Индонезия: 17 - Казахстан: 16 - Объединённые Арабские Эмираты: 16 - Вьетнам: 14 - Сингапур: 13 - Таиланд: 11 - Индия: 10 - Ливан: 8 - Иран: 7 - Южная Корея: 7 - Гонконг: 6 - Катар: 6 - Бахрейн: 3 - Камбоджа: 3 - Кувейт: 3 - Пакистан: 4 - Киргизия: 2 - Монголия: 2 - Сирия: 2 - Ирак: 1 - Япония: 1 - Мьянма: 2 - Оман: 2 - Шри-Ланка: 1 - Мальдивы: 1 | Океания: - Новая Каледония: 1 | Европа: - Молдавия: 1 |

## Споры
24 апреля 2013 года произошло обрушение восьмиэтажного коммерческого здания Rana Plaza в Саваре, в субрайоне недалеко от города Дакка, столицы Бангладеш. По меньшей мере 1127 человек погибли и более 2438 получили ранения. На фабрике размещалось несколько отдельных швейных фабрик, на которых работало около 5000 человек, несколько магазинов и банк, а также производилась одежда для таких брендов, как Benetton Group, Joe Fresh, The Children's Place, Primark, Monsoon и DressBarn. Из 29 брендов, идентифицированных как поставляющие продукцию с фабрик Rana Plaza, только 9 приняли участие в совещаниях, состоявшихся в ноябре 2013 года, чтобы согласовать предложение о компенсации жертвам. Несколько компаний отказались подписать контракт, включая Walmart, Carrefour, Bonmarché, Mango, Auchan и Kik.
В 2010 году французский филиал Mango подал в суд на Энн-Сесиль Куэтиль, создательницу бренда Velvetine, которая утверждала, что Mango скопировала две модели её сумок. Несмотря на попытку защиты через INPI и сходство между её продуктами и продуктами Mango, Энн-Сесиль Куэтиль проиграла судебный процесс. Она должна была заплатить Mango 6000 евро В своем блоге Куэтиль заявила, что хочет подать апелляцию. Несколько блогеров были удивлены судебным решением, заявив, что оно несправедливо. Бренд Mango отреагировал на это заявление на своей официальной странице в Facebook.

## Деятельность в России
Магазины Mango открылись в России в 1999 году, российский рынок входил в пятерку крупнейших для компании.
В марте 2022 года, после российского вторжения на Украину, бренд Mango прекратил работу на российском рынке из-за санкций. В июне 2022 года Mango объявил об уходе из России, компания прекратила прямые продажи в стране и продала 55 своих магазинов, которые будут работать по франшизе. По состоянию на июль 2023 года владельцем франшизы в РФ является российская компания ООО «АРМ».